# Mönkeberg
Mönkeberg er en by og kommune i det nordlige Tyskland, beliggende i Amt Schrevenborn i den nordlige del af Kreis Plön. Kreis Plön ligger i den østlige/centrale del af delstaten Slesvig-Holsten.

## Geografi
Mönkeberg er beliggende på østbredden af Kieler Förde lige nord for delstatshovedstaden Kiel. I kommunen ligger et 1,3 ha. stort naturschutzgebiet omkring Mönkeberger See. 